# Liste der Mitglieder der American Academy of Arts and Sciences/1793
Im Jahr 1793 wählte die American Academy of Arts and Sciences 5 Personen zu ihren Mitgliedern.

## Neugewählte Mitglieder
- Fisher Ames (1758–1808)
- Benjamin Smith Barton (1766–1815)
- Oliver Everett (1753–1802)
- James Freeman (1759–1835)
- William Dandridge Peck (1763–1822)